# Рижук Сергій Георгійович
Сергі́й Гео́ргійович Рижу́к (9 січня 1984 — 2 березня 2022) — старший лейтенант Збройних Сил України, учасник російсько-української війни, нагороджений орденом «За мужність» III ступеня (посмертно).

## Життєпис
Навчався в «Рівненський технічний фаховий коледж НУВГП» впродовж 1999—2002 рр. за професією «Машиніст насосних і компресорних установок». У 2014 зголосився взяти участь в АТО. Пройшов Донецький аеропорт, Піски та Водяне. На початок повномасштабного вторгнення — військовик з досвідом, командир танкового взводу.

## Загибель
Під час танкового бою Сергій відтягнув ворожий вогонь на свій танк, чим врятував життя побратимів. Сергій загинув 2 березня. Через активні бойові дії його тіло не змогли одразу доставити до Рівного. Коли бої трошки стишилися, місцеві жителі змогли поховати екіпаж танка, який підбили рашисти, в землі, поруч з підбитим танком. Точні координати повідомили військовикам і як тільки окупанта вдалося вибити із населеного пункту, тіло бійця доставили на Рівненщину. 07 квітня 2022 року похований на Алеї Героїв кладовища «Нове», м. Рівне. Нагороджений орденом «За мужність» III ступеня (посмертно).